# Fratellì
Fratellì è un singolo del rapper italiano Carl Brave, pubblicato il 30 giugno 2020 come quarto estratto dal secondo album in studio Coraggio.

## Video musicale
Il videoclip, diretto da Lorenzo Signoretti, è stato pubblicato il 23 luglio 2020 sul canale Youtube del cantante. Il video è un'opera d'animazione che racconta il dramma delle dipendenze e della tossicodipendenza.

## Tracce
Testi e musiche di Carlo Luigi Coraggio.
1. Fratellì – 3:24